# Visborggård
Visborggård er en herregård, der ligger ½ km nordøst for Visborg nær Hadsund i Mariagerfjord Kommune. Gården hed oprindeligt Visborg, men da landsbyen Visborg opstod, blev navnet efterhånden ændret til Visborggård.
Den nuværende hovedbygning er opført af Jakob Enevoldsen Seefeld i 1575-76 og ombygget i 1748-1796, men gården nævnes allerede fra midt i 1300-tallet.
Visborggaard Gods er på 10 hektar park, som der er offentlig adgang til fra solopgang til solnedgang, og 6 hektar gartneri. Visborggard var fra 1932 til 2017 et bosted for mennesker med sindslidelser. Der var plads til 46 beboere, fordelt på 5 grupper. I september 2017, flyttede beboerne ind til det nye bosted i Molhøj i Hadsund.

## Ejere af Visborggaard
- (1345-1351) Palne Jonsen Munk
- (1351-1370) Torben Jonsen Munk
- (1370-1401) Anders Nielsen Munk
- (1401-1410) Jens Andersen Munk
- (1410-1442) Mads Jensen Munk
- (1442-1445) Niels Andersen Munk
- (1445-1450) Karen Jensdatter Udsen gift Munk
- (1450-1467) Jens Madsen Munk
- (1467-1477) Munk Jensen Munk
- (1477-1497) Niels Jensen Munk
- (1497-1530) Ingerd Andersdatter Bjørn gift (1) Munk (2) Tygesen
- (1530-1538) Jens Tygesen Seefeld
- (1538-1557) Enevold Jensen Seefeld
- (1557-1568) Agathe Pogwisch gift Seefeld
- (1568-1599) Jacob Enevoldsen Seefeld
- (1599-1608) Sophie Bille gift Seefeld
- (1608-1630) Enevold Jacobsen Seefeld
- (1630-1666) Jørgen Enevoldsen Seefeld
- (1666-1668) Claus Jørgensen Seefeld
- (1668-1681) Jacob Clausen Seefeld
- (1681-1686) Henrik Jørgensen Schwichtenberg
- (1686-1702) Mette Olufsdatter gift Schwichtenberg
- (1702-1717) Johannes Svane
- (1717-1718) Anne Kjærulf gift (1) Svane (2) Benzon
- (1718-1726) Severin Benzon
- (1726-1729) Anne Kjærulf gift (1) Svane (2) Benzon
- (1729-1742) Friedrich von Arenstorff
- (1742-1764) Andreas von Arenstorff
- (1764-1829) Friedrich von Arenstorff
- (1829-1830) Slægten von Arenstorff
- (1830-1831) Jacob Kjellerup
- (1831-1835) Niels Winde Kjellerup
- (1835-1847) Caja Kruse gift Kjellerup
- (1847-1891) Jacob Kjellerup
- (1891-1912) Enke Fru Magdalene Kjellerup
- (1912-1913) Slægten Kjellerup
- (1913-1931) Knud Danneskiold-Samsøe
- (1931-1960) Den Danske Stat
- (1960-2007) Nordjyllands Amt
- (2007-2017) Region Nordjylland
- (2017-    ) Rudolph Rigsgreve Johan Oscar von Platen-Hallermund[3]

## Den Hvide Hest
Da Christian 10. efter Genforeningen i 1920 red ind i Sønderjylland på den berømte hvide hest, var det Visborggårds daværende ejer, grev Knud Danneskiold-Samsøe, der havde stillet hesten til rådighed for kongen. Hesten døde af sygdom i 1924 og er begravet i en høj med en mindesten over for Gl. Visborgvej 178 mellem Visborg og Visborggård.
Forlydender om, at hesten reelt ikke var hvid, hænger sammen med, at oppasseren havde børstet den med pibeler for at skjule snavs og urin. Leret har smittet af og givet anledning til at omtale hesten som "kalket".